# Regii și regina
Regii și regina (titlul original: în franceză Rois et Reine) este un film francez realizat în anul 2004 în regia lui Arnaud Desplechin.
Filmul este o tragico-comedie în care protagoniștii sunt Emmanuelle Devos, Catherine Deneuve, Mathieu Amalric și Nathalie Boutefeu.
Regizorul Arnaud Desplechin a reușit să realizeze un film care prezintă complicațiile și lucrurile amuzante pe care le putem întâlni viață.

## Rezumat
Nora (Emmanuelle Devos) este în vârstă de ca. 30 de ani și urmează să se recăsătorească. După spusele ei, este la o vârstă când un bărbat este încă tânăr, iar o femeie bătrână. Noul ei soț este Jean-Jacques un om de afaceri. Deja la vârsta de 20 de ani ea naște un fiu, dar Pierre, tatăl copilului moare într-un accident fără ca să-și vadă fiul. Șapte ani Nora va trăi împreună cu Ismaël, un muzician ciudat care ajunge să fie internat la psihiatrie. Între timp moare tatăl Norei, un scriitor la care trăia fiul ei. Nora caută să-l înduplece pe Ismaël, fostul ei iubit, să adopteze copilul.

## Distribuție
- Emmanuelle Devos – Nora Cotterelle
- Mathieu Amalric – Ismaël Vuillard
- Jean-Paul Roussillon – Abel Vuillard, tatăl lui Ismaël
- Catherine Rouvel – Monique Vuillard, mama lui Ismaël
- Maurice Garrel – Louis Jennsens, tatăl Nora
- Valentin Lelong-Darmon – Élias, le fils de Norei
- Magali Woch – Arielle Phénix, la „chinoise”
- Catherine Deneuve – doctorul Hélène Vasset
- Hippolyte Girardot – Maître Marc Mamanne
- Noémie Lvovsky – Élisabeth, sora lui Ismaël
- Nathalie Boutefeu – Chloé Jennsens, sora Norei
- Joachim Salinger – Pierre Cotterelle, defunctul soț al Norei
- Olivier Rabourdin – Jean-Jacques, viitorul soț al Norei
- Gilles Cohen – Simon, vărul
- Andrée Tainsy – bunica lui Ismaël
- Jan Hammenecker – Nicolas, soțul lui Élizabeth
- Elsa Wolliaston – Doctor Devereux, psihanalistul
- François Toumarkine – infirmierul Prospero
- Miglen Mirtchev – infirmierul Caliban
- Marie-Françoise Gonzales – infirmiera la domicil
- Shulamit Adar – dra. Seyvos
- Didier Sauvegrain – chirurgul
- Francis Leplay – Christian, violonistul și vărul lui Ismaël
- Geoffrey Carey – Claude, le galeriste
- Marc Betton – Léopold Virag, editorul
- Marion Touitou – Delphine, sora lui Ismaël
- Yann Coridian – Fidèle, fratele lui Ismaël
- Rachid Hami – Marcello, hoțul din magazinul alimentar
- Claude Phor – bătrânul internat
- Olivier Borle – monitorul centrului de agrement
- Frédéric Épaud – angajatul primăriei
- Bernard Garnier – mdicul legist